# TransMilenio

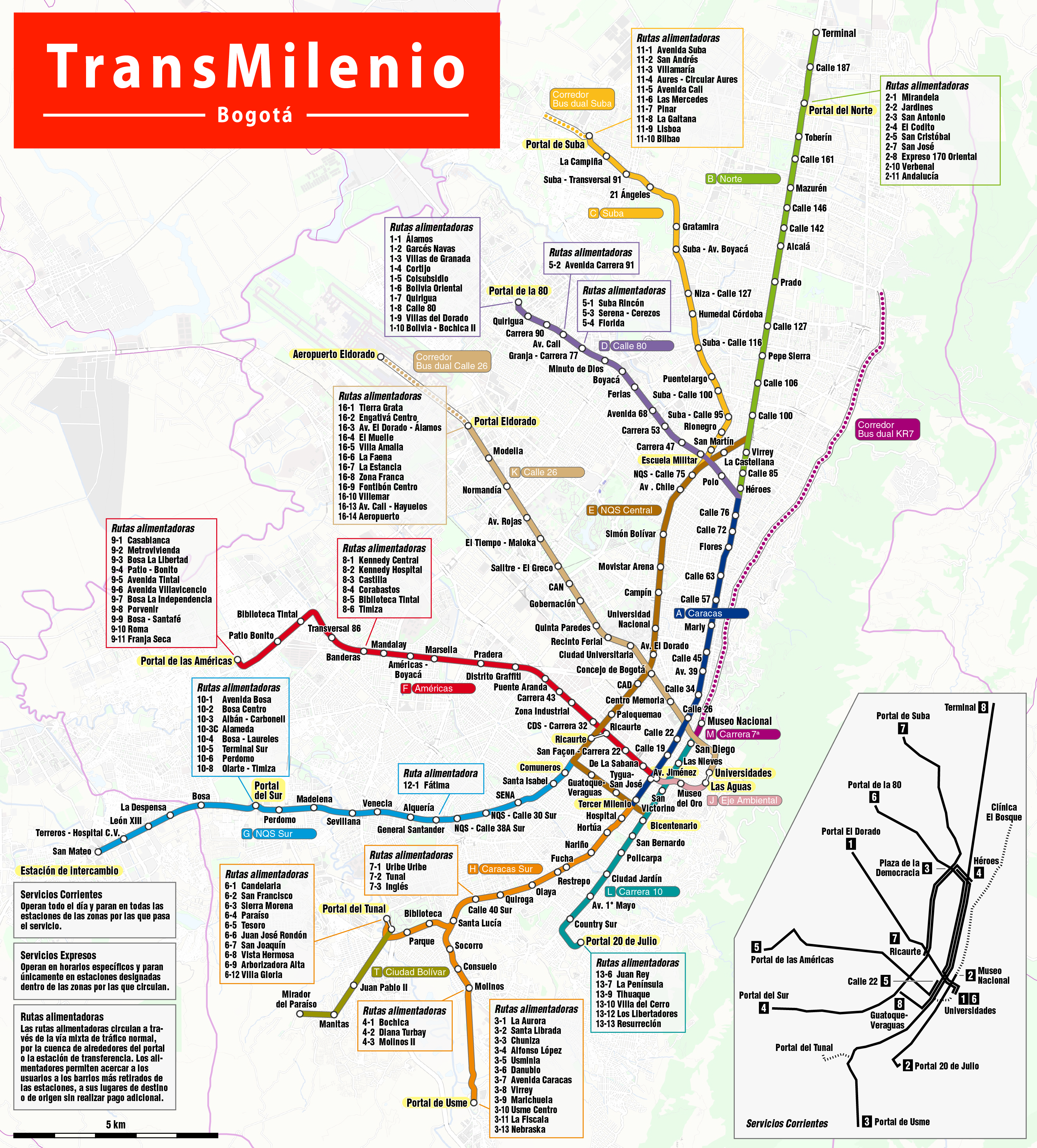
Mappa del TransMilenio

Il TransMilenio è un sistema di trasporto pubblico rapido tramite autobus della città di Bogotà in Colombia nato nel 2000. Gli autobus usano gasolio come carburante e viaggiano su delle corsie preferenziali ad uso esclusivo (vi può accedere solo la polizia in casi di emergenza). Dal giugno 2007 il TransMilenio attraversa l'intera città con 9 linee indicate alfabeticamente da A a J.

## L'impostazione
Seguendo l'esempio di quanto già fatto a Curitiba (Brasile), le stazioni sono poste in posizione sopraelevata rispetto alla sezione stradale e i passeggeri attendono il mezzo pubblico al riparo di protezioni, le cui porte di accesso verso la sede stradale si aprono automaticamente al momento della fermata del bus, a scopo di maggiore sicurezza. È stata anche data particolare attenzione al problema dell'accesso ai mezzi pubblici da parte delle persone diversamente abili, programmando l'accesso allo stesso livello, come nelle metropolitane. La corsia di servizio è sempre affiancata da una seconda corsia di marcia per evitare rallentamenti agli autobus non aventi fermata nella stazione.
Ad agosto 2007 erano oltre mille i mezzi operanti. Il servizio viene effettuato con autosnodati dalla capacità di circa 160 passeggeri; è stato programmato anche l'impiego di autobus a doppia articolazione in grado di aumentare la capacità a 270 passeggeri.
Negli anni il TransMilenio è stato oggetto di numerose contestazioni, a partire da quella circa l'utilizzo di motori Diesel che non aiuta a ridurre l'inquinamento atmosferico della capitale colombiana.

## Le linee

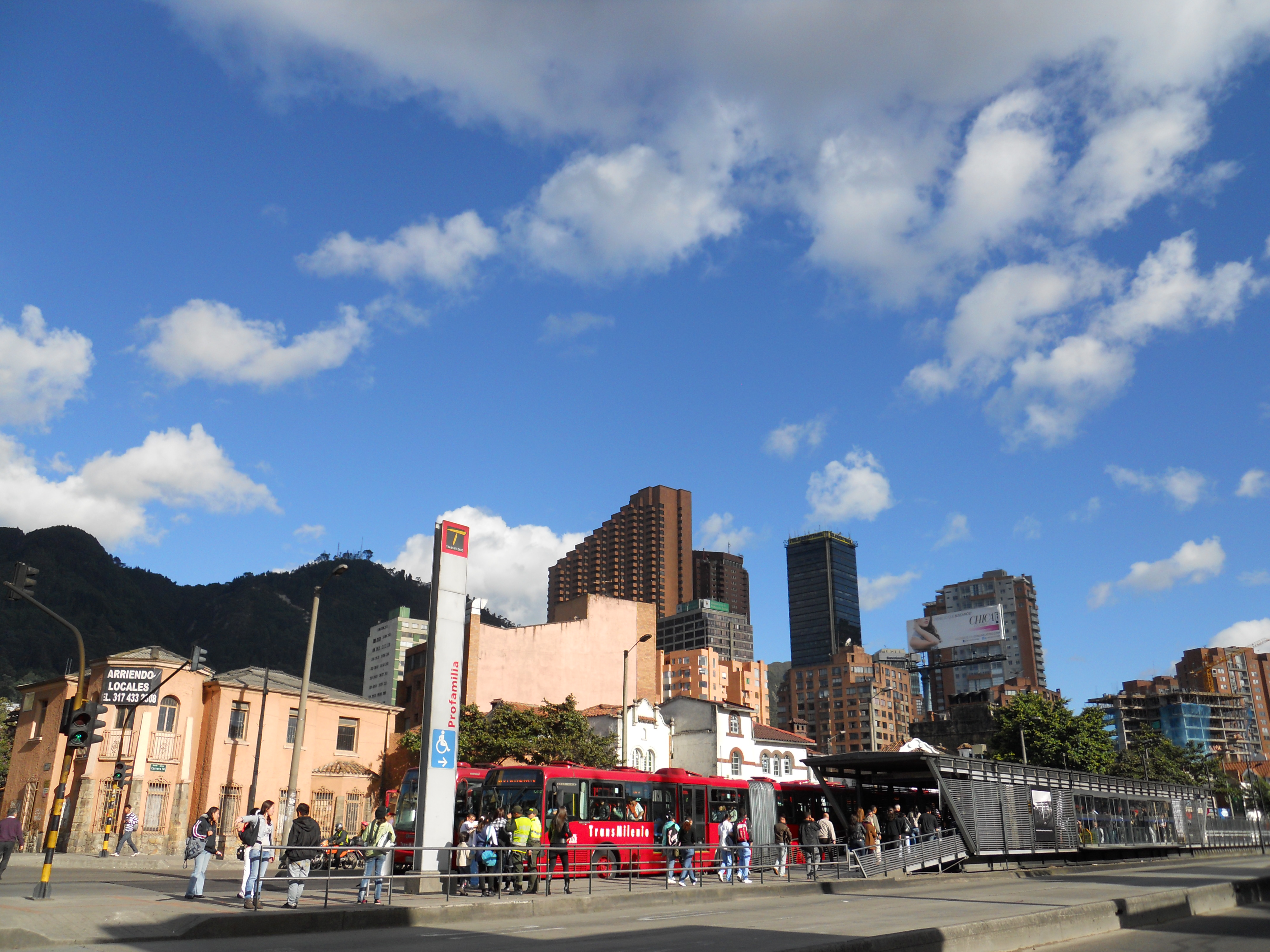
Esempio di stazione

TransMilenio ha 114 stazioni distribuite nelle varie linee come segue:
- Linea  Caracas tra Calle 76 e Tercer Milenio: 14 stazioni
- Linea  Autonorte tra Portal del Norte e Héroes: 15 stazioni
- Linea  Suba tra Portal de Suba e San Martín: 14 stazioni
- Linea  Calle 80 tra Portal de la 80 e Polo: 14 stazioni
- Linea  NQS Central tra La Castellana e Ricaurte: 11 stazioni
- Linea  Américas tra Portal de Las Américas e De La Sabana: 17 stazioni
- Linea  NQS Sur tra Comuneros e Portal del Sur: 12 stazioni
- Linea  Caracas Sur tra Hospital e Portal de Usme e Portal del Tunal: 16 stazioni
- Linea  Eje Ambiental: Museo del Oro e Las Aguas: 2 stazioni